# Lebanon, New Hampshire
Lebanon är en stad i Grafton County i delstaten New Hampshire, USA med 13 151 invånare (2010).